# Piégut-Pluviers
Piégut-Pluviers is een gemeente in het Franse departement Dordogne (regio Nouvelle-Aquitaine). De plaats maakt deel uit van het arrondissement Nontron. Piégut-Pluviers telde op 1 januari 2022 1.178 inwoners.

## Geografie
De oppervlakte van Piégut-Pluviers bedraagt 18,11 km², de bevolkingsdichtheid is 65 inwoners per km² (per 1 januari 2019).
De onderstaande kaart toont de ligging van Piégut-Pluviers met de belangrijkste infrastructuur en aangrenzende gemeenten.

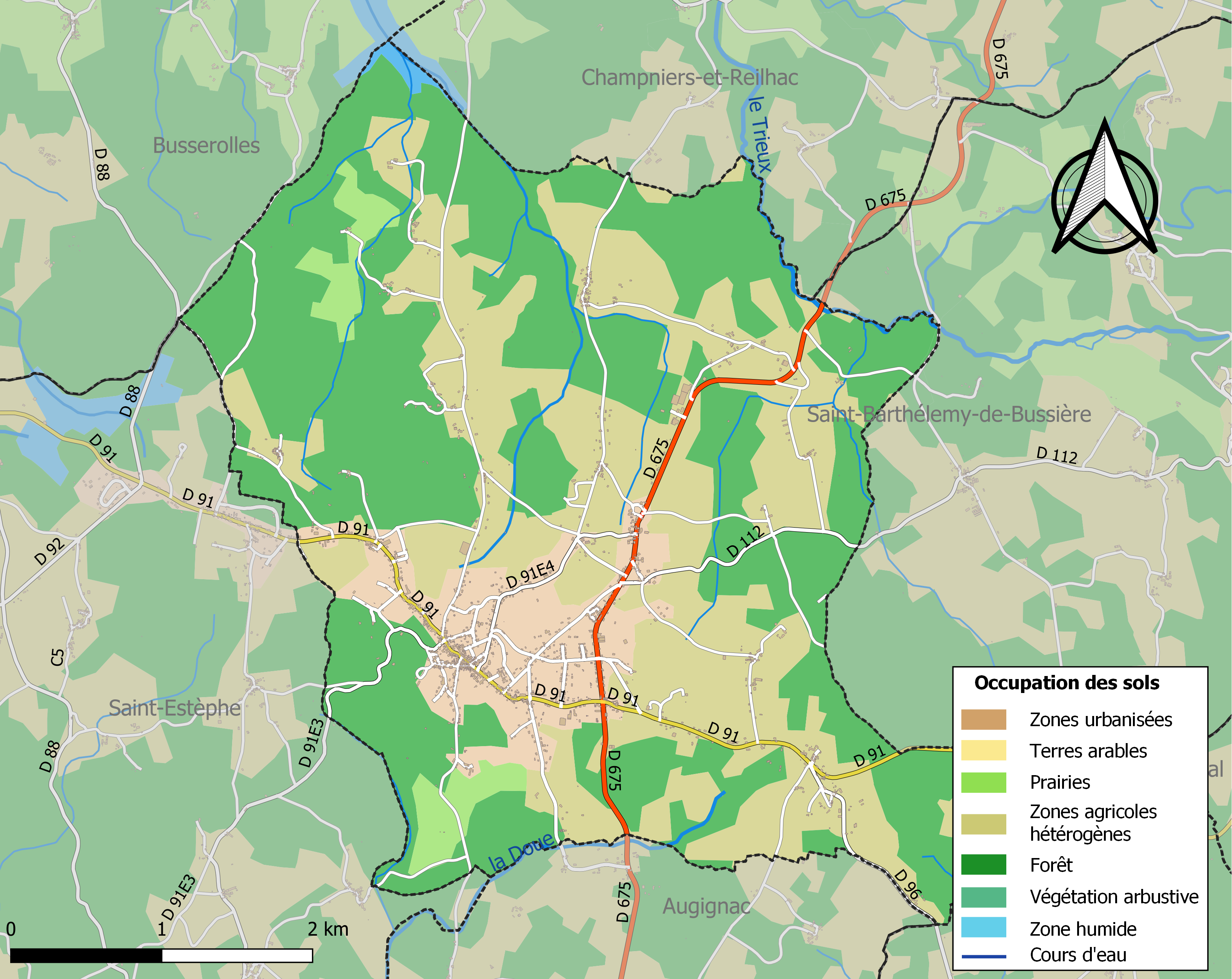

## Demografie
Onderstaande figuur toont het verloop van het inwonertal (bron: INSEE-tellingen).